# Tantanoola
Tantanoola är en ort i Australien. Den ligger i kommunen Wattle Range och delstaten South Australia, omkring 350 kilometer sydost om delstatshuvudstaden Adelaide. Antalet invånare är 448.
Runt Tantanoola är det mycket glesbefolkat, med 3 invånare per kvadratkilometer.. Närmaste större samhälle är Millicent, omkring 15 kilometer nordväst om Tantanoola.
I omgivningarna runt Tantanoola växer i huvudsak städsegrön lövskog. Genomsnittlig årsnederbörd är 896 millimeter. Den regnigaste månaden är juni, med i genomsnitt 151 mm nederbörd, och den torraste är februari, med 15 mm nederbörd.